# Sophie Grégoire
Sophie Grégoire Trudeau (Quebec, 24 de abril de 1975), é uma ex-apresentadora de televisão canadense. Foi esposa do 23.º primeiro-ministro do Canadá, Justin Trudeau; o casal se separou em 2023. Ela está envolvida em trabalhos de caridade, trabalho social e palestras públicas focada principalmente no meio ambiente, questões feministas e questões infantis. Ela foi embaixadora da WE Charity, que caiu em escândalo em 2020.

## Infância e educação
Grégoire nasceu a 24 de abril de 1975, em Montreal, no Quebeque, filha única de Jean Grégoire, um corretor da bolsa, e de Estelle Blais, uma enfermeira franco-ontariana. A sua família vivia ao norte da cidade, em Sainte-Adèle, acabando por se mudar para Montreal quando ela tinha quatro anos de idade. Foi criada no subúrbio de Mount Royal, em Montreal, onde foi colega de turma e amiga de infância de Michel Trudeau, o filho mais novo do Primeiro-Ministro Pierre Trudeau e da sua mulher Margaret e irmão do futuro marido de Grégoire, Justin Trudeau.
Grégoire afirmou que sua "infância foi feliz", lembrando que ela foi uma boa aluna, fazia amigos com facilidade e adorava esportes e atividades ao ar livre. No entanto, por volta dos 17 anos, ela lutou contra a bulimia nervosa . O problema durou até os 20 anos, quando ela revelou a doença aos pais e, posteriormente, iniciou um período de recuperação de dois anos. Ela credita a terapia, o apoio de seus entes queridos e a ioga à recuperação da doença.
Grégoire cursou o ensino médio no Pensionato du Saint-Nom-de-Marie privado em Outremont . Posteriormente, ela frequentou o Collège Jean-de-Brébeuf antes de estudar comércio na McGill University, com a intenção de seguir a carreira de seu pai, mas logo mudou para estudos de comunicação, e finalmente se formou como bacharel em comunicação pela Université de Montreal .

## Carreira e trabalho de caridade

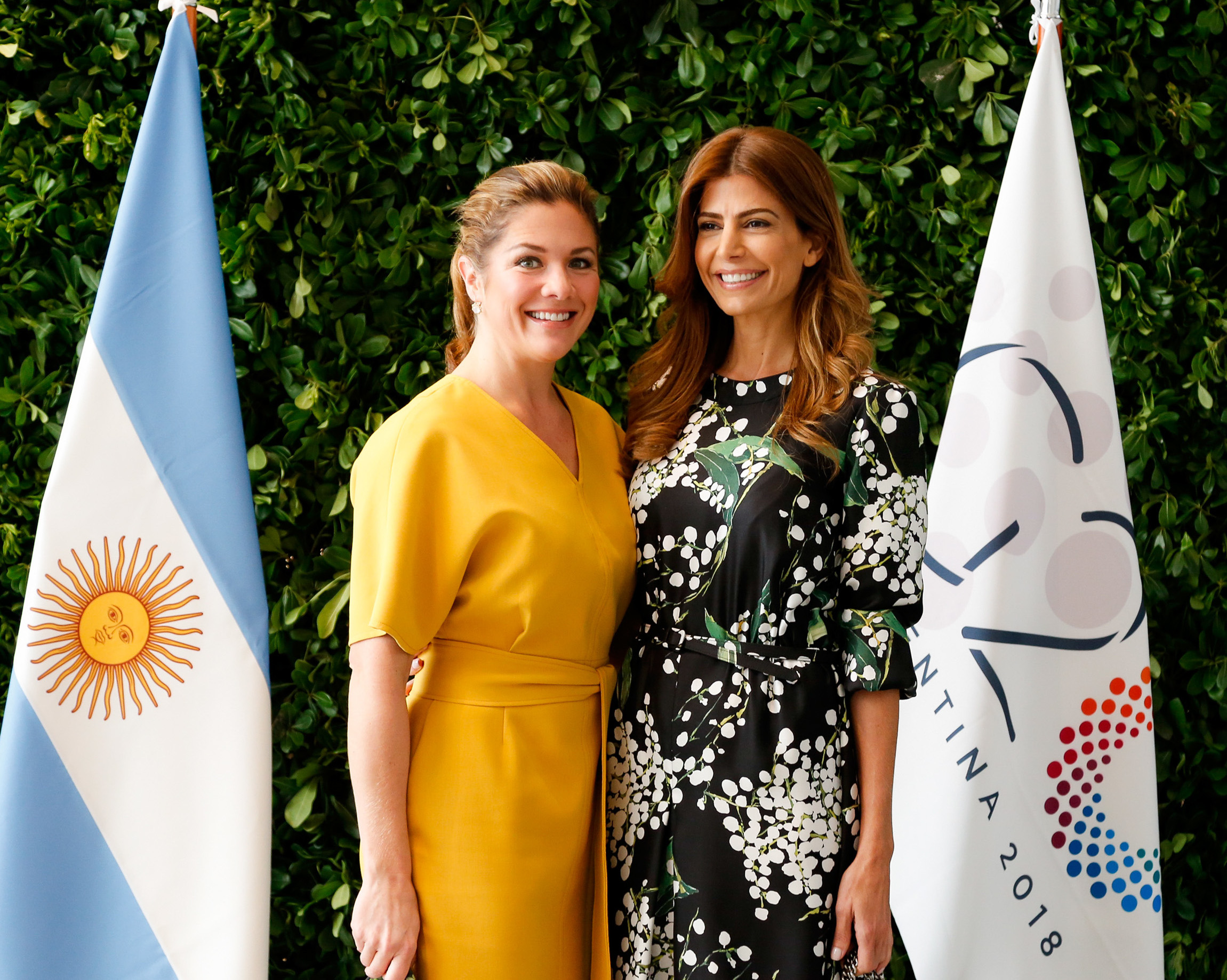
Grégoire (à esquerda) com Juliana Awada, primeira-dama da Argentina em Buenos Aires, novembro de 2018.

O primeiro emprego de Grégoire foi como recepcionista e assistente em uma empresa de publicidade. Ela foi promovida a gerente de contas, mas depois de três anos trabalhando em publicidade, relações públicas e vendas, ela decidiu frequentar a escola de rádio e televisão, onde soube imediatamente: "Eu encontrei minha vocação". Depois de concluir seus estudos lá, Grégoire conseguiu um emprego em uma redação, redigindo o ticker de notícias . Amante da cultura, das artes e do cinema, quando soube de uma vaga na emissora de televisão LCN de Quebec para repórter de entretenimento, ela se candidatou e conseguiu a vaga. Além de atuar como repórter de entretenimento para o segmento diário Showbiz da LCN, ela contribuiu para os segmentos de Salut, Bonjour!, Clin d'œil e Bec et Museau para a TVA, e apresentou Escales de Rêves do Canal Évasion e Teksho do Canal Z . Grégoire também atuou como co-apresentadora dos programas matinais da rádio CKMF-FM e contribuiu para o Coup de Pouce da Radio-Canada . Além disso, ela trabalhou em meados dos anos 2000 como personal shopper para a luxuosa loja de departamentos Holt Renfrew .

### e Talk
Em 2005, Grégoire participou de um evento de caridade onde conheceu vários funcionários da CTV Television Network . Isso a levou a ser contratada em setembro de 2005 como repórter do e Talk, o programa de notícias de entretenimento canadense da CTV . Ela atuou até 2010 como correspondente do e Talk em Quebec e concentrou suas reportagens na filantropia e no ativismo de celebridades.

### Caridade
Grégoire está ativamente envolvida em trabalhos de caridade, sendo voluntária em várias instituições de caridade canadenses e organizações sem fins lucrativos. As causas que ela apoia incluem Sheena's Place e BACA, ambas as quais ajudam aqueles que sofrem de distúrbios alimentares ;  fr, um centro de acolhimento para grávidas em situação de risco; campanha "Pay Beauty Forward" da Dove e fundo de auto-estima, Girls for the Cure; a Sociedade Canadense de Câncer ; Associação Canadense de Saúde Mental ; Associação de Coração e Derrame Feminino; e WaterCan.
Como parte de seu trabalho com a WaterCan, Grégoire viajou para a Etiópia em outubro de 2006 com sua sogra, Margaret Trudeau, que é a presidente honorária da organização. A viagem delas foi apresentada em um documentário da CTV, "A Window Opens: Margaret e Sophie na Ethiopia", que foi ao ar em maio de 2007.
Grégoire é o embaixadora nacional da iniciativa " Porque eu sou uma garota " da Plan Canada, e a porta-voz oficial do The Shield of Athena, que ajuda mulheres e crianças a lidar com a violência doméstica . Grégoire também trabalha como palestrante profissional, focando principalmente em questões femininas.

## Vida pessoal

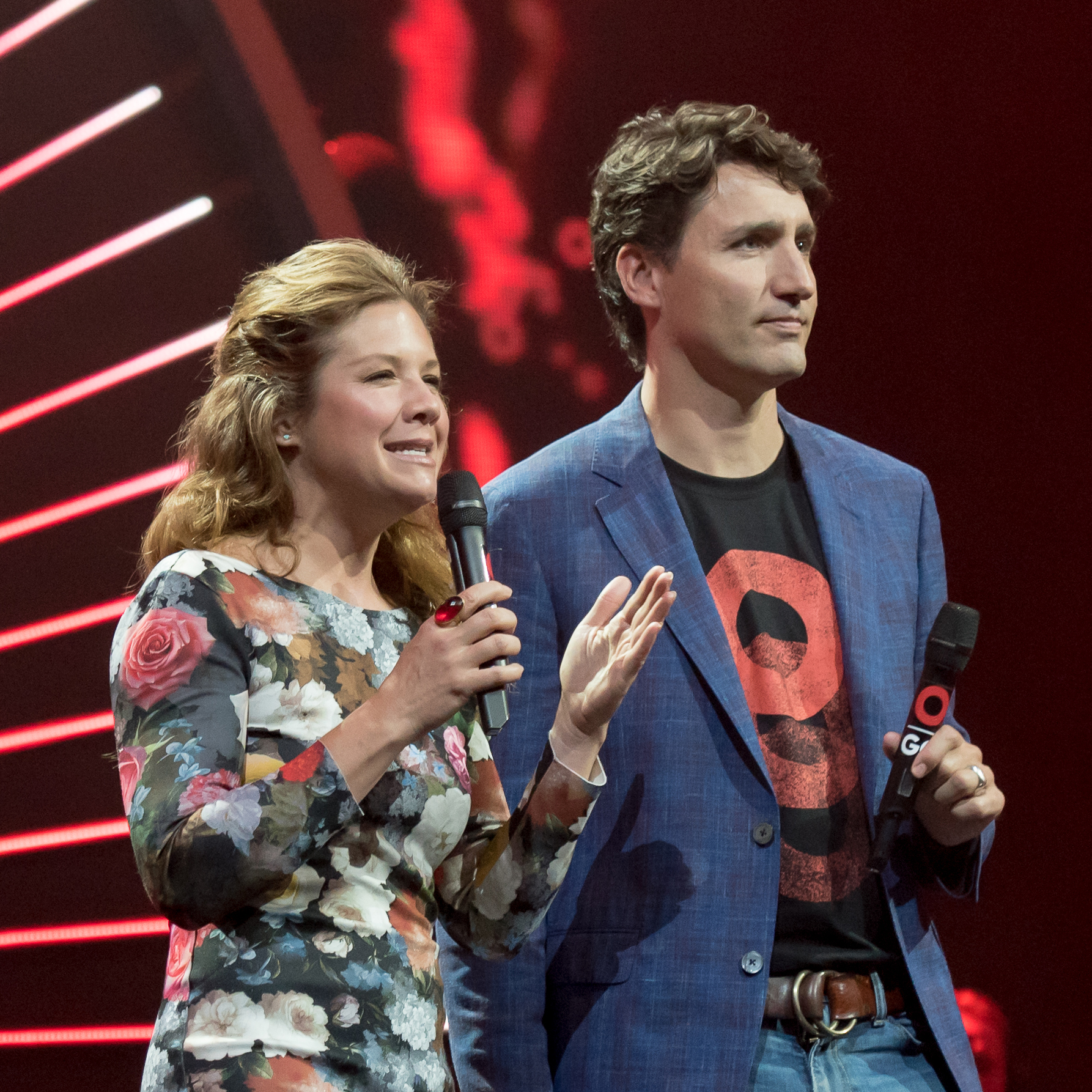
Sophie Trudeau e seu então marido em Hamburgo, 2017

Grégoire conheceu Justin Trudeau, o filho mais velho do primeiro-ministro Pierre Trudeau, quando ambos cresciam em Montreal, onde Grégoire era colega de classe e amiga de infância do filho mais novo de Trudeau, Michel . Grégoire e Trudeau se reconectaram quando adultos em junho de 2003, quando foram designados para co-organizar um baile beneficente, e começaram a namorar vários meses depois.  Eles ficaram noivos em outubro de 2004, e se casaram em 28 de maio de 2005, em uma cerimônia na Igreja Sainte-Madeleine d'Outremont de Montreal. Eles têm três filhos: Xavier James nascido em 2007, Ella-Grace Margaret nascida em 2009 e Hadrien Gregoire nascido em 2014.
Grégoire teria apresentado seu cunhado Alexandre a sua futura esposa Zoë Bedos.
Depois que seu marido se tornou membro do Parlamento pela cavalgada de Papineau em Montreal em 2008, Grégoire continuou morando em sua casa em Montreal com seus filhos, enquanto Trudeau se hospedou em um hotel em Ottawa durante a semana. Em junho de 2013, dois meses após Trudeau se tornar líder do Partido Liberal do Canadá, o casal vendeu sua casa no bairro de Côte-des-Neiges, em Montreal, e passou a morar em uma casa alugada na área de Rockcliffe Park, em Ottawa.
O marido de Grégoire Trudeau, Justin Trudeau, foi oficialmente empossado como primeiro-ministro do Canadá em 4 de novembro de 2015. Após o final da eleição de 2015, Grégoire Trudeau indicou sua preferência pelo sobrenome hifenizado "Grégoire-Trudeau", mas passou a usar a forma não hifenizada em março de 2016.
Grégoire é fluente em francês, inglês e espanhol. Tornou-se instrutora de ioga certificada em 2012.
Em 12 de março de 2020, Grégoire isolou-se em Rideau Cottage, juntamente com o marido e os filhos, depois de ter apresentado sintomas semelhantes aos da gripe durante a pandemia de COVID-19, pouco depois de ter regressado de um discurso no Reino Unido. O Gabinete do Primeiro-Ministro anunciou mais tarde nesse dia que ela tinha testado positivo para a COVID-19. Em 28 de março, ela tinha se recuperado.
Em 2 de agosto de 2023, foi anunciada a separação de Trudeau e Grégoire.

### "Sorria de volta para mim"
Em 18 de janeiro de 2016, Grégoire Trudeau tomou a decisão improvisada de cantar uma obra que compôs, intitulada "Smile Back at Me", no final de um discurso em homenagem ao Dia de Martin Luther King Jr. na Câmara Municipal de Otava. Mike Strobel, do Toronto Sun, disse que a multidão a aplaudiu de pé. Ben Rayner, crítico de música pop do Toronto Star, afirmou que a canção estava "fora de tom" e que "lançava sérias dúvidas sobre o seu discernimento musical". No Maclean's, Michael Barclay (antigo crítico de música), descreveu a canção como "ótima", apesar de não ter sido concebida para ser cantada a capella, e que a voz de Grégoire era "surpreendentemente forte". Posteriormente, foram lançadas online versões remixadas da canção. Vários comentaristas consideraram que a canção não se enquadrava num memorial a um líder negro dos direitos civis e também notaram a falta generalizada de líderes negros representados ou incluídos no próprio evento. Alguns comentaristas observaram que ela tinha formação anterior em várias artes musicais.